# Колониализм

Колонизация мира 1492—2007

Колониали́зм — система господства группы некоторых государств и стран (метрополий) над остальным миром в XVI—XX веках.
Колониальная политика — политика завоевания и зачастую эксплуатации военными, политическими и экономическими методами народов, стран и территорий преимущественно с инонациональным населением, как правило, экономически менее развитых.
Немецкий историк Юрген Остерхаммель определяет колониализм как комплексный процесс физического (а затем также экономического, политического и культурного) захвата и удержания контроля над колонией имперским центром. Колониализм может включать идею «цивилизующей миссии», когда Захватчики хотят привить другим народам «цивилизацию» и свои представления об устройстве мира, государственности и образе жизни.
Колонизация представляет собой исторический процесс, тогда как колониализм — идеологическое оформление и обоснование колонизации. Колониализм отличают от империализма: колониализм «натурализует» процессы доминирования «метропольной» армии и «цивилизованных» поселенцев на данной колонизированной территории, тогда как империализм представляет собой апологию господства, не требующего массового переселения.
Колонизация основывается на «сверхэкономическом» производстве культурных различий — производстве, создающим не только экономические, но в первую очередь культурные и антропологические последствия.

## Цели приобретения колоний метрополиями
- Экономика, торговля
  - Эксплуатация природных и людских ресурсов, в ряде случаев — прямой доступ к уникальным, редким ресурсам (в том числе транзиту), стремление к монополизации мировой торговли ими;
  - Достижение большей безопасности торговли, её более оперативная силовая поддержка;
  - Лучшая правовая защищённость торговли путём унификации правового поля, формирование имперских правовых стандартов, единой и понятной торговой культуры;

Социальная сфера, оптимизация социального баланса
  - Нахождение[источник не указан 3437 дней] адекватных целей для приложения усилий криминально-ориентированными социальными слоями, снижение их «нагрузки» на общество в метрополии, порой — сбыт заключённых, обездоленных, не могущих найти себе применение, изгоев, недовольных сложившимися в обществе традициями, обычаями, предписываемой им обществом социальной ролью, вытесняемых конкуренцией;
  - Управление колониями, колониальная администрация — хорошая школа для управленцев, а применение силы при разрешении значимых местных конфликтов — способ поддержания в должном тонусе имперских вооружённых сил. Формирование школы адекватной профессионально подкованной и опытной гражданской и военной бюрократии для нужд империи, практическая обкатка нового поколения чиновничества, обновление военной, политико-экономической, культурной элиты;
  - Обретение бесправной по сравнению с жителями метрополии, более дешёвой или вообще бесплатной (см. рабство) рабочей силы, в том числе «на экспорт» в места наибольшей потребности в ней и/или её импорт в метрополию на «грязные», непрестижные, но общественно-значимые работы;
  - Испытание новых гражданских и военных технологий, методик, тактик, ноу-хау, экспорт вредных отходов своих производств, возможность проведения рискованных военных, научных, промышленных, природных экспериментов, деятельности, результаты которой могли бы поставить под угрозу благополучие, здоровье, жизнь жителей метрополии. В ряде случаев — удобный способ сохранения подобного в тайне от общественного мнения империи и мира;

Внешняя политика, цивилизационная экспансия
  - Геостратегические интересы, формирование системы опорных пунктов в ключевых точках мира для достижения большей мобильности своих вооружённых сил;
  - Контроль за передвижениями войск, флотов, торговыми путями, миграциями населения других колониальных империй, предотвращение проникновения последних в соответствующий регион, снижение их роли, мирового статуса;
  - Соображения имперского престижа, обретение большего геополитического веса при заключении международных договоров, дальнейших решениях о судьбах мира;
  - Цивилизационная, культурная, языковая экспансия — и посредством её упрочение авторитетности, легитимности действующей власти в метрополии, колониях и остальном мире. Превращение имперских цивилизационных стандартов в общемировые.

По типу управления, заселения и хозяйственного развития в истории колониализма выделилось три основных вида колоний:
- Переселенческие колонии
- Сырьевые колонии (или эксплуатируемые колонии)
- Смешанные (переселенческо-сырьевые колонии)

## Признаки колоний
- Политическая несамостоятельность, особый правовой статус, как правило отличающийся от статуса полноценных провинций метрополии;
- Географическая обособленность и, в большинстве случаев, отдалённость от метрополии;
- Экономическая эксплуатация природных богатств, труда аборигенов в пользу метрополии, что часто приводит к торможению экономического развития, деградации колонии;
- Во многих случаях — этническое, религиозное, культурное или иное подобное отличие большинства аборигенов от жителей метрополии, зачастую дающее первым основания считать себя отдельной, самостоятельной общностью;
- Исторический фактор:
  - Захват территории метрополией, оккупация;
  - Лишение колонии метрополией самостоятельного правового статуса:
    - путём навязывания неравноправных, кабальных договоров местным властям о протекторате, вассалитете, «аренде», концессии, опеке, выкупе, иных форм лишения или ограничения полноты их суверенитета на территории колонии в пользу метрополии,
    - путём насаждения военной силой или инспирирование прихода к власти в колонии зависимого, марионеточного режима,
    - путём аннексии территории, формирования метрополией своей колониальной администрации,
    - путём прямого управления колонией из метрополии;

  - Иммиграция в колонию значимого числа жителей из метрополии, формирование ими органов местной власти, политико-экономической, культурной элиты;
  - Наличие межгосударственных договоров метрополии с третьими странами, торга о судьбе колонии.
- Чаще всего (особенно до последней четверти XX века) — ущемление гражданских прав аборигенов по сравнению с жителями метрополии, насаждение чуждой аборигенам культуры, религии, языка, обычаев, дискриминация местной культуры, вплоть до расовой, сословной или иной сегрегации, апартеида, сгона с земли, лишения средств к существованию, геноцида;
- Во многих случаях — стремление большинства жителей колонии к изменению, улучшению своего положения.
  - Наличие явно выраженного и постоянного по времени сепаратизма (национально-освободительного движения) — стремления аборигенов к сецессии, обретению суверенитета для самостоятельного решения своей судьбы (независимости или воссоединению с более географически-, этнически-, религиозно- и/или культурно-адекватной страной);
  - Меры со стороны метрополии по насильственному подавлению такового;
  - Иногда — долговременные территориальные претензии на эту колонию со стороны более географически-, этнически-, религиозно- и/или культурно-адекватной страны.

По словам политолога Дирка Мозеса, в условиях колониализма «коренные и оккупированные народы оказываются в невозможной ситуации. Если они сопротивляются силой, их жестоко подавляют. Если они этого не делают, государства будут игнорировать менее интенсивное, но непрерывное насилие, которому они подвергаются».

## История

### Раннее Новое время

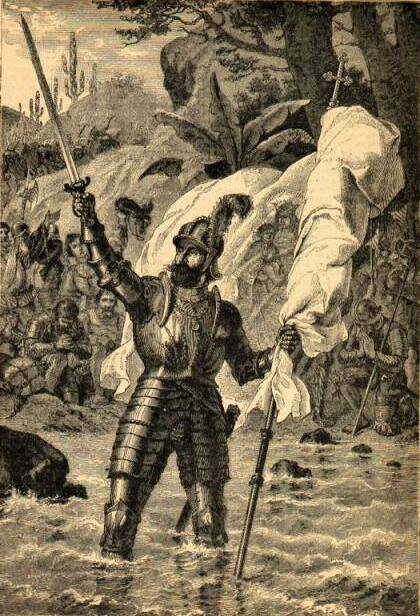
Васко Нуньес де Бальбоа провозглашает власть Испании над Тихим океаном

Предпосылки колониализма зародились в эпоху Великих географических открытий, а именно в XV веке, когда португальский мореплаватель Васко да Гама открыл путь в Индию, а Колумб достиг берегов Америки. Одним из первых документов, в котором крупные государства зафиксировали своё право вести колониальную политику, является Алкасовашский договор. При столкновении с народами иных культур европейцы продемонстрировали своё технологическое превосходство (океанические парусные суда и огнестрельное оружие). Первые колонии были основаны в Новом Свете испанцами. Ограбление государств американских индейцев способствовало развитию европейской банковской системы, росту финансовых вливаний в науку и стимулировало развитие промышленности, которая, в свою очередь, потребовала новых сырьевых ресурсов.
Для колониальной политики периода первоначального накопления капитала характерны стремление к установлению монополии в торговле с покорёнными территориями, захваты и разграбление целых стран, использование или насаждение хищнических феодальных и рабовладельческих форм эксплуатации местного населения. Эта политика сыграла огромную роль в процессе первоначального накопления. Она привела к концентрации в странах Европы крупных капиталов на основе ограбления колоний и работорговли, которая особенно развернулась со 2-й половины XVII века и послужила одним из рычагов превращения Англии в наиболее развитую страну того времени.
В подчинённых странах колониальная политика вызывала разрушение производительных сил, задерживала экономическое и политическое развитие этих стран, приводила к разграблению огромных районов и истреблению целых народов. Военно-конфискационные методы играли главную роль в эксплуатации колоний в тот период. Ярким примером использования подобных методов является политика Британской Ост-Индской компании в завоёванной ею в 1757 году Бенгалии. Следствием такой политики был голод 1769—1773 годов, жертвами которого стали 10 миллионов бенгальцев. В Ирландии в течение XVI—XVII веков британским правительством были конфискованы и переданы английским колонистам почти все земли, принадлежавшие коренным ирландцам.

### XIX век

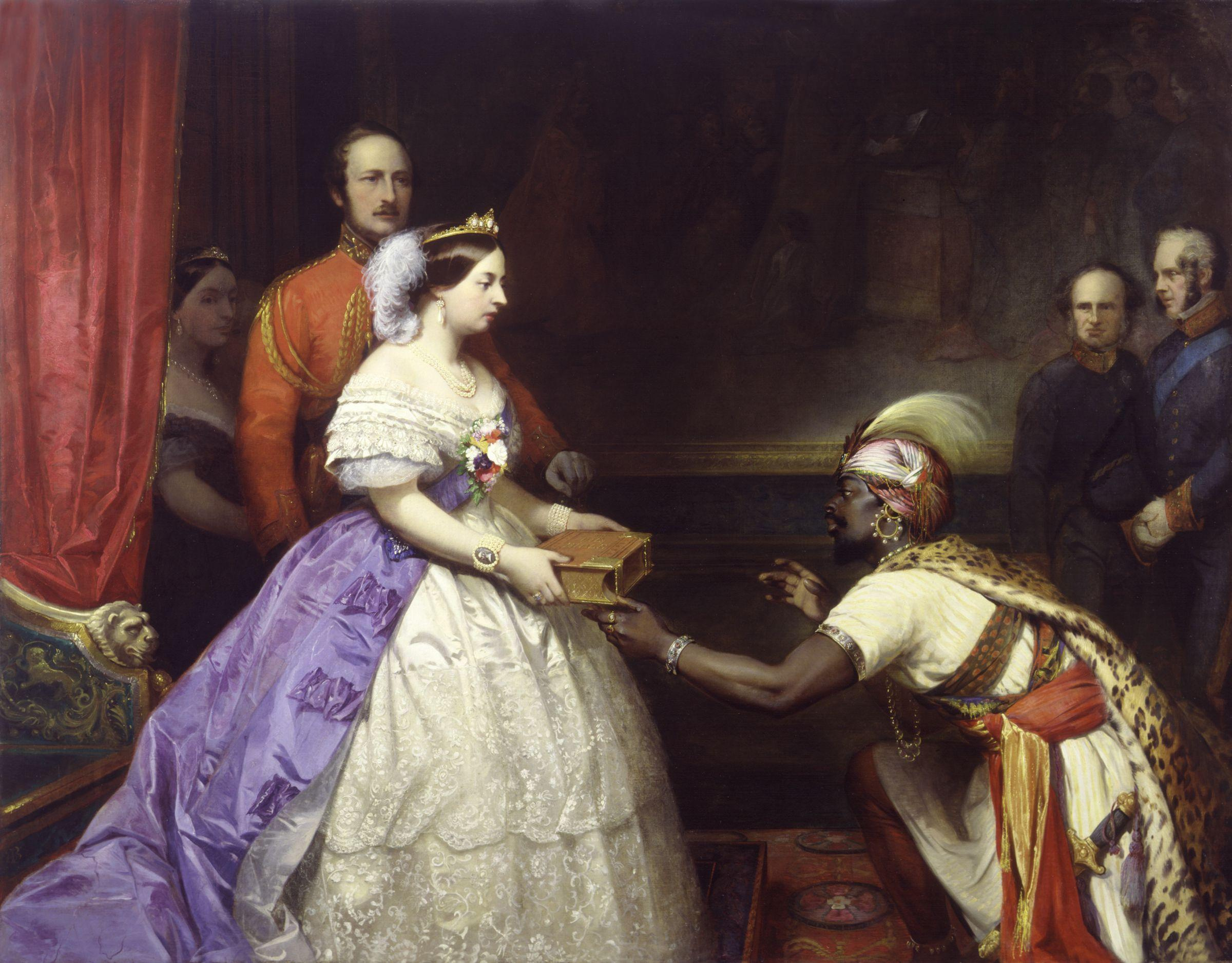
Томас Дж. Баркер. «Секрет величия Англии» (1863)

По мере перехода от мануфактуры к крупной фабрично-заводской промышленности в колониальной политике происходят существенные изменения. Колонии экономически теснее связываются с метрополиями, превращаются в их аграрно-сырьевые придатки с монокультурным направлением развития сельского хозяйства, в рынки сбыта промышленной продукции и источники сырья для растущей капиталистической промышленности метрополий. Так, например, экспорт английских хлопчатобумажных тканей в Индию с 1814 по 1835 год возрос в 65 раз.
Распространение новых методов эксплуатации, необходимость создания специальных органов колониального управления, которые могли бы закрепить господство над местными народами, а также соперничество различных слоёв буржуазии в метрополиях привели к ликвидации монопольных колониальных торговых компаний и переходу захваченных стран и территорий под государственное управление метрополий.
Изменение форм и методов эксплуатации колоний не сопровождалось уменьшением её интенсивности. Из колоний вывозились огромные богатства. Использование их привело к ускорению социально-экономического развития в Европе и Северной Америке. Хотя колонизаторы были заинтересованы в росте товарности крестьянского хозяйства в колониях, они нередко поддерживали и закрепляли феодальные и дофеодальные отношения, рассматривая феодальную и родоплеменную знать в колонизированных странах в качестве своей социальной опоры.
С началом промышленной эпохи крупнейшей колониальной державой становится Великобритания. Нанеся поражение Франции в ходе длительной борьбы в XVIII—XIX веках, она увеличила свои владения за её счёт, а также за счёт Нидерландов, Испании и Португалии. Великобритания подчинила себе Индию. В 1840—1842 годах и совместно с Францией в 1856—1860 годах вела так называемые Опиумные войны против Китая, в результате которых навязала Китаю выгодные для себя договоры. Она завладела Сянганом (Гонконг), пыталась подчинить Афганистан, захватила опорные пункты в Персидском заливе, Аден. Колониальная монополия вместе с промышленной монополией обеспечивала Великобритании положение самой мощной державы на протяжении почти всего XIX века.

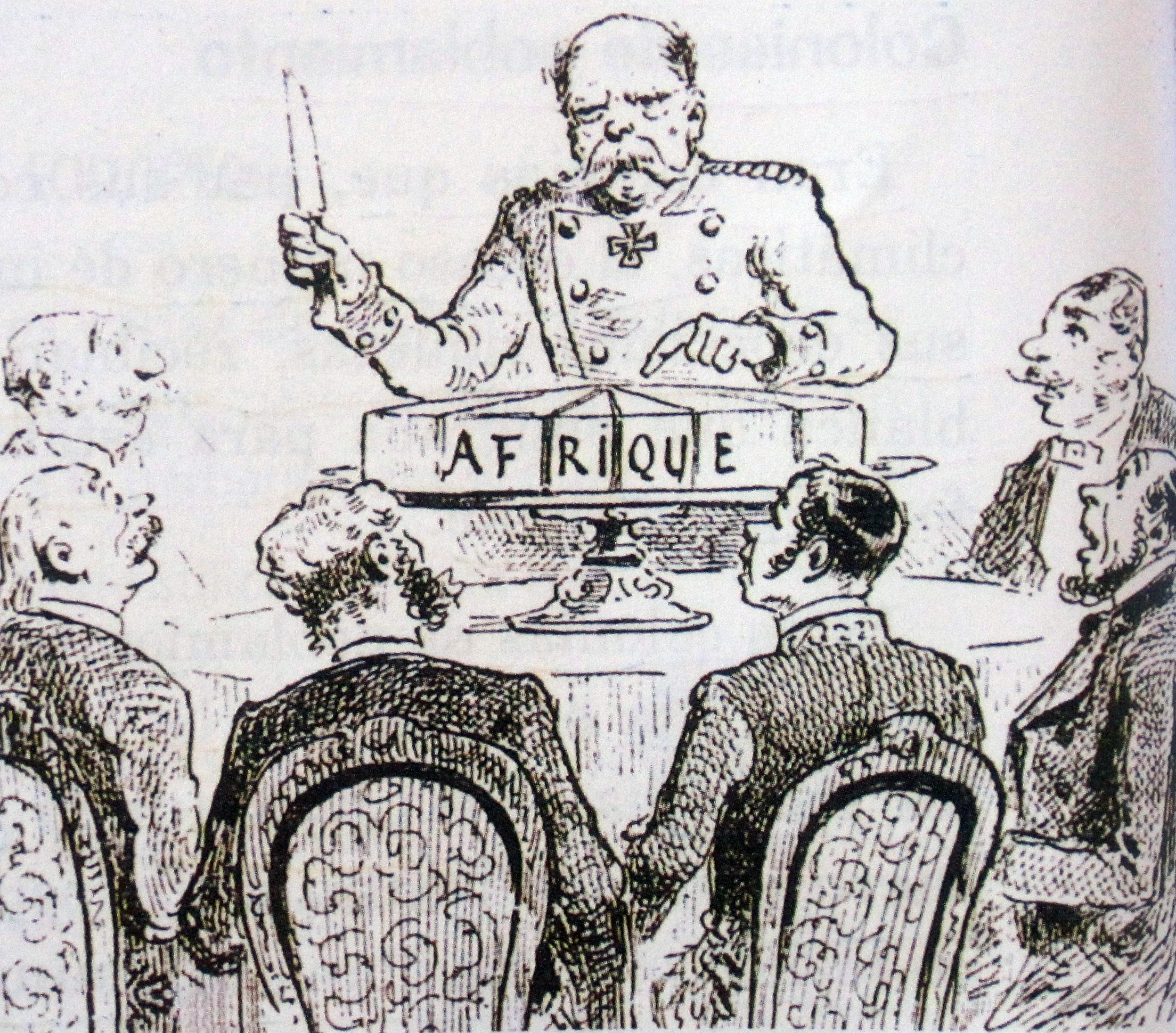
Бисмарк делит Африку на Берлинской конференции, французская карикатура 1885 года

Колониальная экспансия осуществлялась и другими державами. Франция подчинила Алжир (1830—1848), Вьетнам (50—80-е годы XIX века), установила свой протекторат над Камбоджей (1863), Лаосом (1893).

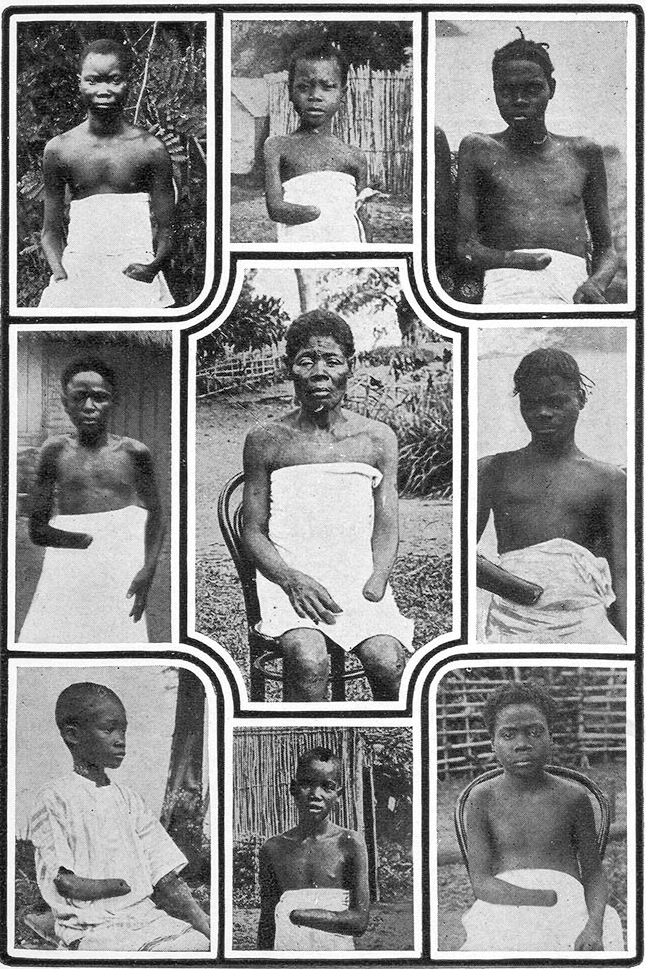
Жители Конго с отрезанными конечностями

В 1880-е годы начался активный раздел Африки между колониальными державами. В 1885 году так называемое «Свободное государство Конго» становится личным владением бельгийского короля Леопольда II, в стране устанавливается система принудительного труда.

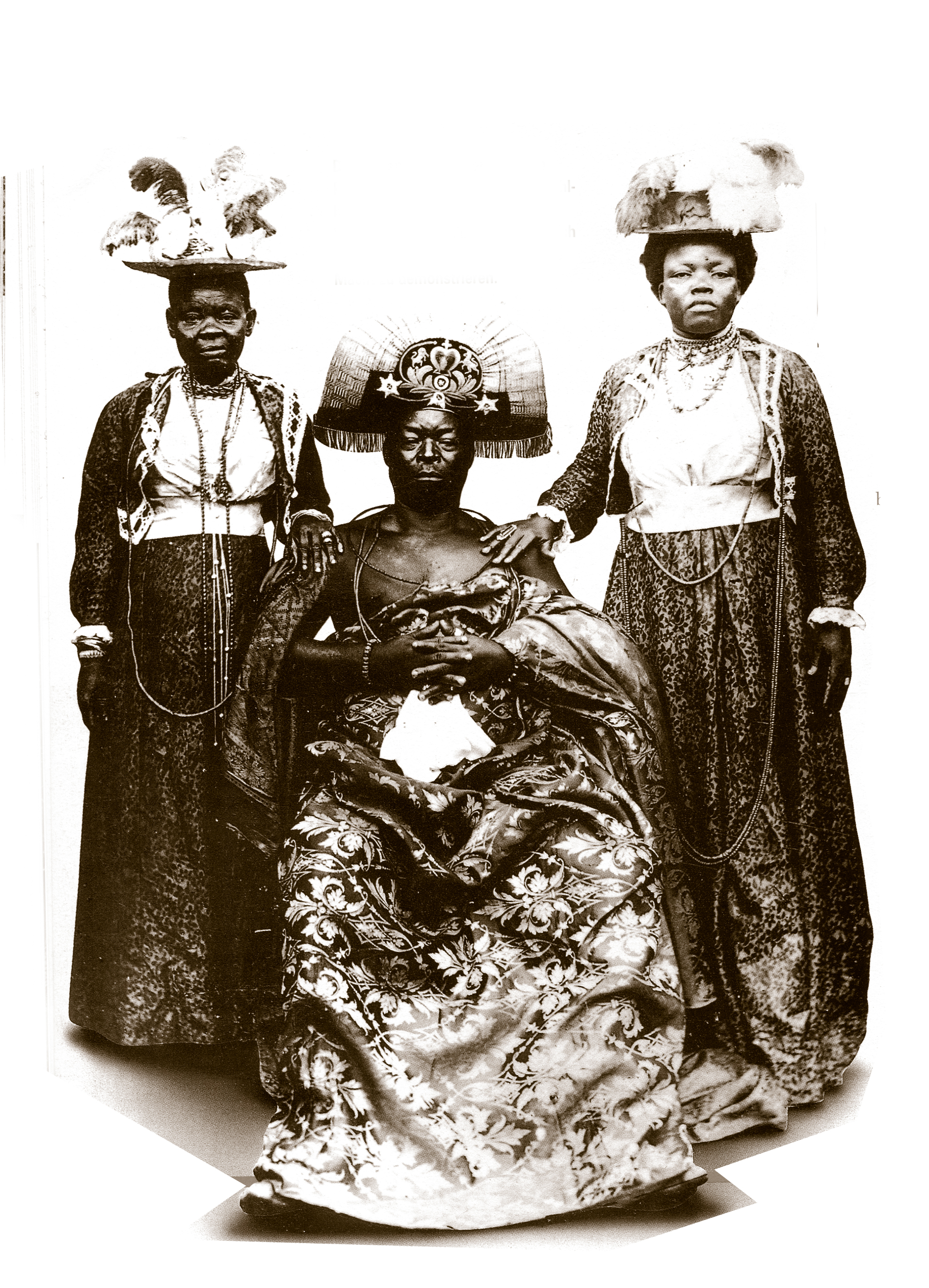
Местный правитель в Нигере

Колониальное господство административно выражалось либо в форме прямого управления колонией посредством вице-короля, генерал-капитана или генерал-губернатора, либо в форме «протектората». Идеологическое обоснование колониализма шло посредством необходимости распространения культуры (культуртреггерство, модернизация, вестернизация) — «бремени белого человека». Испанский вариант колонизации подразумевал экспансию католицизма, испанского языка через систему энкомьенда. Голландский вариант колонизации Южной Африки подразумевал апартеид, изгнание местного населения и заключение его в резервации или бантустаны. Колонисты образовывали полностью независимые от местного населения общины, которые комплектовались из людей самых разных сословий, включая преступников и авантюристов. Также широко были распространены религиозные общины (пуритане Новой Англии и мормоны Дикого Запада). Власть колониальной администрации осуществлялась по принципу «разделяй и властвуй», в связи с чем она поддерживала местных властителей, которые охотно принимали внешние признаки власти и методы руководства.
Обычным явлением была организация и поддержка конфликтов в среде враждебных племён (в колониальной Африке) или местных религиозных общин (индуистов и мусульман в Британской Индии). Часто колониальная администрация поддерживала угнетённые группы для борьбы со своими врагами (угнетённых хуту в Руанде) и создавала вооружённые отряды из туземцев (сипаи в Индии, гуркхи в Непале, зуавы в Алжире). Всё это вызывало ответную реакцию в виде восстаний, причём годы, в которые на Африканском континенте было спокойно, являлись большой редкостью. Так в 1902/03 против португальцев восстала народность овимбунду в Анголе. В 1905 году началось вооружённое противодействие против немецкой администрации в Танганьике, в течение шести лет длилось восстание против французов на Мадагаскаре, которое закончилось в 1904 году. В Тунисе бунтовали исламисты.

### Деколонизация. Неоколониализм
Решающий слом колониальной системы (деколонизация) произошёл после Второй мировой войны в результате начала процесса гуманизации и демократизации общества. Деколонизация приветствовалась обеими тогдашними сверхдержавами, СССР (в лице Сталина и Хрущёва) и США (Эйзенхауэр).
Независимость Индонезии была провозглашена  17 августа 1945 года после её трёхлетней оккупации вооружёнными силами Японии. Становление суверенного государства сопровождалось длительной вооружённой борьбой с голландцами, пытавшимися восстановить свой контроль над бывшей колонией.

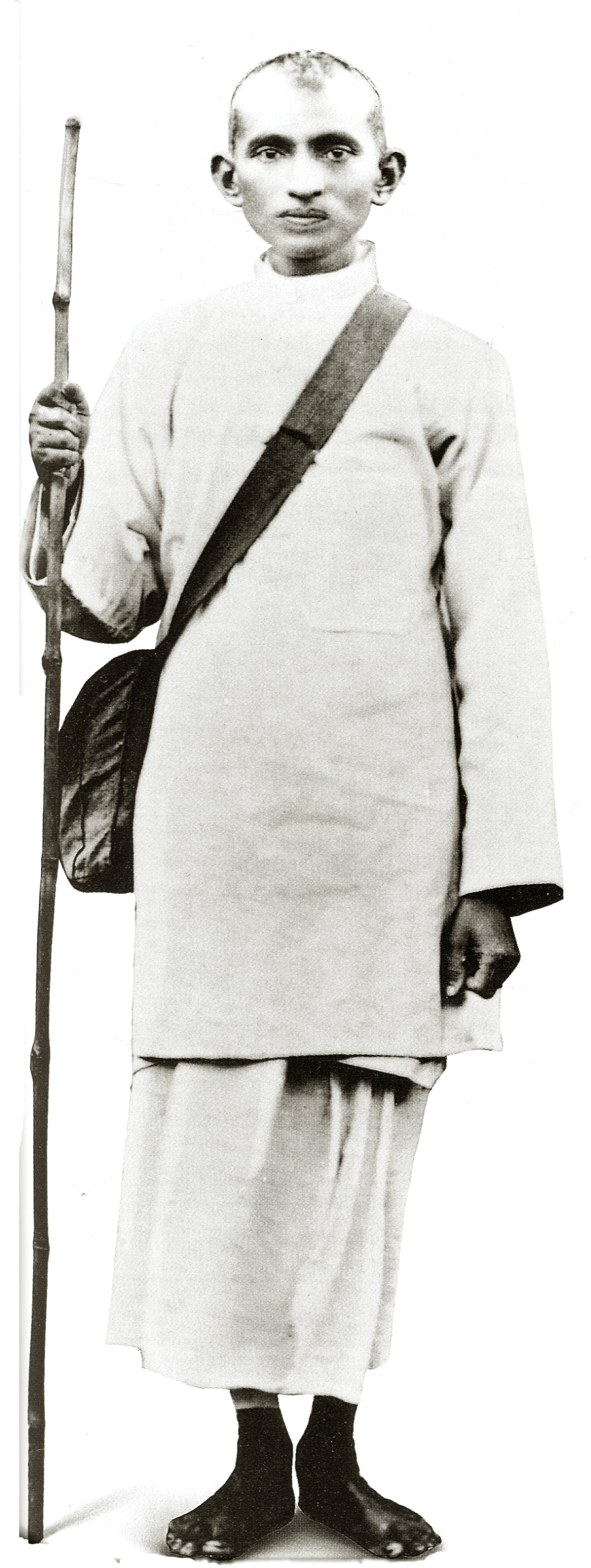
Махатма Ганди в возрасте 44 лет

С большим трудом приобрела национальную независимость Индия, во многом благодаря начатой Ганди кампании пассивного противодействия (инд. Satyagraha) и в 1947 году Индия обрела независимость.
После поражения под Дьенбьенфу в 1954 году французы ушли из Французского Индокитая.
В 1960 году получил независимость целый ряд африканских владений европейских держав.
Освободившиеся от колониальной зависимости страны получили название стран третьего мира. В начавшемся постколониальном периоде развитые западные страны экономически и политически намного превосходили страны третьего мира. Некоторые из стран третьего мира всё ещё выступают в роли источников сырья, что позволяет им обеспечить уровень благосостояния населения, сравнимый, а в некоторых случаях и превосходящий уровень европейских стран (Арабские Эмираты). Низкий уровень зарплаты делает их резервуарами дешёвой рабочей силы, что даёт возможность международным корпорациям минимизировать свои издержки, перемещая в них своё производство, в первую очередь — товаров массового потребления.
Не все последствия ликвидации колониальной системы были положительными. Поскольку на место смешанной администрации в лице собственного чиновничества и чиновничества метрополии с их в течение многих лет отрабатываемой управленческой политикой, пришли слабые коррумпированные режимы стран третьего мира, которые не способны добиться справедливого соотношения цен на внутренних рынках, обеспечить контроль за возвратом валютной выручки и увеличить собираемость налогов для развития собственной образовательной и научной сферы. Хронически растёт задолженность многих развивающихся стран.

## Влияние колониализма
Воздействие, оказываемое колониальной политикой на государства и их население, можно охарактеризовать как чрезвычайно существенное и всеобъемлющее. Разнообразные эффекты, как моментальные, так и отдалённые по времени, многочисленны; к их числу могут быть отнесены распространение болезней, установление неравных общественных отношений, эксплуатация и порабощение населения, этноцид некоторых неевропейских этносов, и в то же время — развитие медицины, формирование новых социальных институтов, аболиционизм, совершенствование инфраструктуры и общий технологический прогресс. Также колониализм способствовал распространению языков и литературы, равно как и культурному обмену в целом.
В то же время некоторые исследователи отмечают взаимное влияние колоний и метрополии: например, развитие идей социал-демократического устройства государства или совершение революций в центре империи может повлиять на принятие схожих идей на её периферии, а национал-освободительная борьба в колониях может привести к росту левосоциалистических движений в самой метрополии.

### Влияние на последующее развитие бывших колоний
До начала войны за Независимость Соединенные Штаты Америки были колониями, и мы не должны забывать, что колонии не перестают быть колониями, даже после того, как обрели независимостьБенджамин Дизраэли, Выступлении в Палате Общин от 5 февраля 1863 года 
Оригинальный текст (англ.)Before the civil war commenced, the United States of America were colonies, and we should not forget that such communities do not cease to be colonies because they are independent
Дарон Аджемоглу и Джеймс Робинсон в книге «Почему одни страны богатые, а другие бедные» изложили точку зрения новой институциональной школы на глобальное неравенство. Они видят в политических и экономических институтах — совокупностях правил и механизмов принуждения к их исполнению, существующих в обществе, — основную причину различий в экономическом и социальном развитии различных государств, считая другие факторы второстепенными. Авторы делят институты на две большие группы: политические и экономические. Первые регулируют распределение полномочий между различными органами власти в стране и порядок формирования этих органов, а вторые регулируют имущественные отношения граждан. Концепция Аджемоглу и Робинсона заключается в противопоставлении двух архетипов: т. н. «экстрактивных» («извлекающих», «выжимающих») и «инклюзивных» («включающих», «объединяющих») экономических и политических институтов, которые в обоих случаях усиливают и поддерживают друг друга. Инклюзивные экономические институты защищают имущественные права широких слоёв общества (а не только элиты), они не допускают необоснованного отчуждения собственности, и позволяют всем гражданам участвовать в экономических отношениях с целью получения прибыли. В условиях действия таких институтов работники заинтересованы в повышении производительности труда. Долговременное существование таких экономических институтов, по мнению авторов, невозможно без инклюзивных политических институтов, которые позволяют широким слоям общества участвовать в управлении страной и принимать решения, выгодные большинству. Экстрактивные экономические институты исключают широкие слои населения из распределения доходов от собственной деятельности. Они препятствуют извлечению выгоды из участия в экономических отношениях всем, кроме представителей элиты, которым, напротив, позволено даже отчуждать имущество тех, кто к элите не принадлежит. Подобным экономическим институтам сопутствуют экстрактивные политические институты, исключающие широкие слои населения из управления страной и концентрирующие всю политическую власть в руках узкой прослойки общества. По мнению авторов, именно экстрактивные институты являются причиной бедности многих развивающихся стран.
Европейские колониальные компании были первыми в истории акционерными обществами и вели себя как рациональные экономические агенты — устанавливали монополии и максимизировали прибыль. Монополия на экспорт товара принесёт отдельной компании гораздо больше прибыли, чем торговля в условиях конкуренции, а для поддержания монополии необходимы экстрактивные институты, потому эти компании либо устанавливали, либо укрепляли и использовали уже существующие экстрактивные институты, чтобы сосредоточить доходы от экспорта ценных ресурсов колоний в руках колонизаторов. Например, Голландская Ост-Индская компания силой оружия подчинила себе разнообразные сообщества на территории современной Индонезии, и не только переняла, но и усилила существовавшие ранее экстрактивные институты: подати и объём принудительных работ были увеличены. Там же, где в силу отсутствия политической централизации воспользоваться уже существующими экстрактивными институтами не получалось, голландцы просто уничтожали местное население, заменяя его рабами из Африки, таким способом выстраивая экстрактивные институты с нуля. В самой же Африке торговля рабами шла задолго до появления там европейцев, однако плантаторы на Карибских островах предъявляли такой большой спрос на рабов, что объёмы работорговли в Африке в XVIII—XIX веках выросли в десятки раз. Такие государства, как Королевство Конго, Ойо, Дагомея и Ашанти, превратились в военные машины по захвату рабов, продававшие их европейцам и взамен покупавшие оружие для совершения новых набегов на соседей и захвата новых рабов. Испанцы в Латинской Америке, после покорения местных народов, установили крайне экстрактивные институты энкомьенда и репартимьенто, которые были более жёсткой формой крепостного права.
Они в большинстве стран не только сохранились и после обретения ими независимости, но и усилились, поскольку именно боязнь местных элит того, что принятая Испанской империей Кадисская конституция будет угрожать их привилегиям и доходам, и подтолкнула их к объявлению независимости, которая в конечном счёте позволила сохранить им прежний порядок вещей. Иначе дела обстояли только в английских колониях в Северной Америке. Англия поздно вступила в колониальную гонку, и все земли, богатые месторождениями золота и серебра, уже были заняты другими (испанцами и португальцами). Ей осталось только побережье Северной Америки, где местное население было малочисленным и воинственным. Единственным способом выжить для колоний было привлечение поселенцев из Англии. Однако они сопротивлялись попыткам установить экстрактивные институты: когда Вирджинская компания пыталась забирать у них большую часть урожая, они уходили с территорий, контролируемых компанией, и обрабатывали землю за её пределами. Низкая плотность населения и обилие свободных земель усложняли установление экстрактивных институтов. И в 1619 году компания была вынуждена пойти навстречу пожеланиям поселенцев: была учреждена Генеральная ассамблея, что означало, что каждый взрослый белый мужчина, обладающий определённым имуществом, теперь мог принимать участие в управлении колонией. В Капской колонии начало тоже было достаточно оптимистичным: местные жители, имея возможность получать доходы от продажи сельхозпродукции, активно осваивали и внедряли новые для них технологии земледелия, стремились купить землю в собственность. Местные жители оказывали конкуренцию белым фермерам, которые, к тому же, нуждались в дешёвой рабочей силе. И они в итоге добились решения обеих проблем с принятием Акта о землях коренного населения 1913 года, по которому 87 % земель отошло белым фермерам, составлявшим 20 % населения, а 80 % коренных жителей досталось лишь 13 % земель. В итоге коренные жители были обречены на нищету, поскольку эта земля не могла их прокормить, и они стали той дешёвой рабочей силой, которой не хватало белым фермерам. Это положило начало «двойственной экономике», основанной на процветании одной части населения за счёт другой, и обретение независимости ЮАР только усугубило ситуацию.
В итоге лишь в США, Канаде и Австралии европейская колонизация способствовала установлению инклюзивных институтов, но даже в этих случаях это происходило вопреки желаниям колонизаторов. Многим странам Азии, Африки и Латинской Америки европейская колонизация принесла огромный вред, и экстрактивные институты, установленные колонизаторами, через механизм порочного круга постоянно воспроизводятся и усиливаются, несмотря на обретение этими странами независимости и последующие смены элит.

### Эпидемиологический аспект колонизации
Путешественники часто завозили в исследуемые ими земли новые болезни, от которых у коренного населения не было естественного иммунитета; в некоторых случаях это вызывало локальные эпидемии исключительно высокой степени вирулентности. К примеру, в доколумбовой Америке не было таких заболеваний, как натуральная оспа, корь, малярия и др.

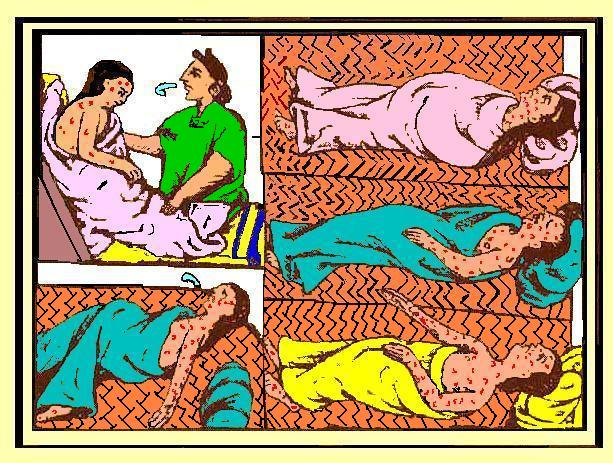
Рисунок из Флорентийского кодекса XVI века (составлен в 1540—1585 годах) изображает людей науа, заразившихся оспой.

Так, болезнь уничтожила все коренное население Канарских островов в XVI веке; в 1518 году от оспы погибла половина индейского населения Гаити. Натуральная оспа также свирепствовала в Мексике в 1520-х годах, где в одном лишь Теночтитлане умерло 150 тысяч человек, включая императора, и в Перу в 1530-х годах; тем самым заболевание оказало определённую помощь европейским завоевателям. В XVII веке коренное население Мексики пострадало от кори, которая унесла жизни двух миллионов человек; кроме того, в 1618—1619 годах эпидемия оспы произошла среди американских индейцев, населявших берега залива Массачусетс, и в итоге смертность там достигла 90 %. Вспышки этого заболевания имели место также во второй половине XVIII и первой половине XIX веков среди индейцев Великих равнин, что также привело к существенному сокращению численности населения. Некоторые исследователи полагают, что в общей сложности до 95 % населения Америки погибло от болезней, занесённых из Старого Света. На протяжении многовекового контакта с возбудителями этих заболеваний европейцы выработали к ним относительную устойчивость, в то время как американское коренное население не имело против указанных заболеваний никакого иммунитета.
В ранние годы британской колонизации оспа проникла также и на территорию Австралии, где от неё погибло почти 50 % аборигенов. Пострадали от неё и коренные жители Новой Зеландии. В 1848—1849 годах корь, коклюш и грипп распространились на Гавайских островах, в результате чего умерло порядка 40 тысяч проживавших там человек из 150. Занесённые болезни, главным образом оспа, практически уничтожили население острова Пасхи. В 1875 году вспышка кори на островах Фиджи повлекла за собой смерть более чем 40 тысяч человек, примерно одной трети от общей численности населения. Кроме того, в XIX веке существенно сократилась численность айнов — в значительной степени из-за инфекционных заболеваний, принесённых японскими переселенцами, которые проникали на остров Хоккайдо.
Учёные полагают, что, в свою очередь, из Нового Света в Европу также были перенесены некоторые болезни — к примеру, сифилис. Исследования в этом направлении показали, что соответствующая тропическая бактерия, завезённая возвращавшимися домой европейцами, в новых для себя условиях могла мутировать в более опасную для жизни и здоровья форму. В эпоху Возрождения заболевание характеризовалось более высоким уровнем смертности, нежели в наши дни. В Бенгалии началась первая пандемия холеры, которая впоследствии, к 1820 году, распространилась по всей Индии; там от неё погибло 10 тысяч британских солдат и множество индийцев. Впоследствии Владимир Хавкин, работавший в Индии в конце XIX века, разработал вакцины от холеры и бубонной чумы.

#### Борьба с заболеваниями
В 1803 году испанской короной была организована миссия, целью которой была доставка вакцины от натуральной оспы в колонии и обеспечение массового вакцинирования населения. К 1832 году федеральное правительство США также запустило программу оспопрививания для коренного индейского населения. Аналогичная программа работала и в Индии, под руководством Маунтстюарта Эльфинстона. С начала XX века все колониальные державы сосредоточили усилия на уничтожении болезней или установлении контроля над ними в тропических странах. Так, например, была остановлена вспышка сонной болезни в Африке — благодаря работе мобильных команд, которые систематически обследовали миллионы людей, подверженных риску заболевания. В результате в XX веке произошёл наиболее существенный рост численности мирового населения в истории — главным образом благодаря снижению уровня смертности во многих странах, вызванному прогрессом медицины.

## СССР и колониализм
В период существования СССР признавалась колониальная сущность Российской империи. Зарубежные советологи пытались всячески доказать, что СССР был колониальной державой и продолжал политику империи в отношении своих окраин (см. Советская империя).
«Характер отношения центра и окраин был сложным, противоречивым и значительно изменялся как в пространстве, так и во времени. Существовали и формы насилия и подчинения, так и меры по развитию эмансипации и равенства. Многие формы отношений действительно носили колониальный характер, но советское время не сводилось к колониальным отношениям, а содержало в себе другие элементы».
В СССР представители среднеазиатских республик попадали в ЦК КПСС, в Политбюро, в союзные министерства. Также жители союзных республик наравне со всеми имели право участвовать в выборах, право на доступ к социальным институтам. Советская власть принимала меры по поддержке этнических меньшинств (см. коренизация).